# Cassida sanguinosa
Cassida sanguinosa är en skalbaggsart som beskrevs av Christian Wilhelm Ludwig Eduard Suffrian 1844. Cassida sanguinosa ingår i släktet Cassida, och familjen bladbaggar. Arten är reproducerande i Sverige.